# همور (زامتگماینده)
هِمور (به آلمانی: Samtgemeinde Hemmoor) یک منطقهٔ مسکونی در آلمان است که در منطقهٔ کوکسهاون واقع شده‌است.